# Бергдал, Боуи
Боу Роберт Бергдал (англ. Bowe Robert Bergdahl; род. 28 марта 1986, Сан-Валли, Айдахо) — сержант армии США, дезертир, с 2009 по 2014 год находившийся в плену у Талибана. 31 мая 2014 года его обменяли на 5 узников Гуантанамо. Обмен вызвал острую общественную и политическую полемику в США. В 2017 году осужден за дезертирство и разжалован в рядовые.

## До плена
Боу Бергдал родился в семье пресвитериан. Обучался на дому в городке Хейли (образованием сына занимались его родители). Получил аттестат, пройдя тестирование (GED) в двадцать с небольшим лет. Занимался фехтованием, боевыми искусствами, затем — балетом. Интересовался буддизмом. В конце 2008 года, после 16-недельного обучения, окончил пехотное училище в Форт-Беннинг, штат Джорджия. Служил в 1-м батальоне 501-го пехотного полка 4-й бригадной тактической группы 25-й пехотной дивизии, Форт-Ричардсон, Аляска. Вместе с батальоном в феврале 2009 года прибыл в Афганистан. Сослуживцы вспоминали Бергдала как тихого и держащегося особняком человека, который, находясь в Афганистане, стал изучать пушту и больше времени проводил с афганцами, чем с однополчанами.

## Плен
В 2009 году, после пяти месяцев службы в Афганистане, Бергдал пропал 30 июня с военной базы при странных обстоятельствах. Однополчане вспоминают, что он заявлял о желании совершить путешествие в Индию. Согласно Майклу Хастингсу, в электронном письме родителям от 27 июня 2009 года Боу писал о том, что разочаровался в американской армии и стыдится быть американцем. По некоторым данным, талибы встретили его бесцельно плутающим по дорогам и проклинающим Америку.
Телеканал Fox News утверждал, что Бергдал принял в плену ислам, хотя, как отмечает интернет-издание NEWSru.com, «специалисты допускают, что смена религии действительно имела место, но Бергдал сделал это лишь для вида и с единственной целью — избежать казни». Талибы сняли несколько видео с Бергдалом. В июне 2010 года он пытался бежать, но через 5 дней его поймали и вернули обратно в плен талибов. В декабре 2011 года сообщалось, что Бергдал предпринял вторую попытку убежать в августе или сентябре, но через три дня был пойман. По освобождении, Бергдал сообщил медицинским чиновникам, что его держали несколько недель в клетке в полной темноте, а также пытали в наказание за побеги. Сами чиновники сообщили, что не удалось установить, как с Бергдалом обращались во время плена.
Бергдал попал в плен рядовым первого класса; звание специалиста, а затем сержанта, ему присвоили уже во время пребывания в плену.

## Поиск и освобождение
СNN сообщило, что по словам солдат, вовлечённых в операцию по поиску Бергдала, по меньшей мере шестеро военнослужащих были убиты во время поисков. Администрация Обамы начала всерьёз рассматривать возможность переговоров по освобождению Бергдала с конца ноября 2011 года, однако сам переговорный процесс шёл тяжело и с перерывами. Талибан отказывался дать гарантии того, что освобождённые талибы не примутся за старое. В итоге заключённых переправили на военном самолёте в Катар, власти которого дали гарантии, что освобождённые не покинут эту страну по крайней мере в течение года. Передача Бергдала состоялась на востоке Афганистана близ границы с Пакистаном.
После освобождения Бергдала отправили на реабилитацию в Германию, а затем в военный медицинский центр Брук в Сан-Антонио (штат Техас, США), где ему оказали врачебную и психологическую помощь. В СМИ появилась информация о том, что Бергдал даже забыл английский язык и общается исключительно на пушту.

## Реакция на освобождение
Лидер афганских талибов Мулла Омар назвал обмен большой победой. Правительство Афганистана заявило, что передача арестованных боевиков Талибана третьей стороне противоречит международным законам.
Обама подвергся критике со стороны республиканцев, которые назвали этот обмен опасной уступкой терроризму. Так, республиканец Майк Роджерс, возглавлявший комитет по разведке в Палате представителей, заявил, что крайне обеспокоен тем, что для его освобождения пришлось «вести переговоры с террористами». Сенатор-республиканец Джон Маккейн раскритиковал действия Пентагона, назвав переданных Катару талибов «лицами, представляющими самую высокую степень риска».
Кроме того, президент нарушил закон, который обязывает администрацию за 30 дней извещать Конгресс о планируемом перемещении узников Гуантанамо в другое место. В августе 2014 года факт нарушения законодательства признала Счетная палата США.
Отец Боу, Боб Бергдал, пока его сын был в плену, погрузился в изучение языка и культуры Афганистана. Во время выступления в Розовом саду Белого Дома по случаю освобождения Боу, он произнёс Басмалу, что вызвало бурную и неоднозначную реакцию общественности. Бергдалу-старшему на электронную почту приходили письма с угрозой смерти. В родном городке Боу Бергдала (Хейли) были отменены торжества по случаю его освобождения. Сослуживцы Бергдала назвали его дезертиром и осудили американские власти за усилия по его возвращению в США.

## Суд и приговор
В октябре 2017 года Бергдал признал свою вину в дезертирстве и поведении, недостойном военнослужащего, перед лицом противника. В ходе судебного заседания сторона обвинения попросила приговорить Боу Бергдала к 14 годам тюремного заключения, заявив, что его дезертирство стало причиной гибели нескольких военнослужащих, которые были убиты в ходе проведения операций по поиску пропавшего сержанта. Но в ноябре того же года судья военного трибунала приговорил его к разжалованию в рядовые, увольнению из вооружённых сил с позором (что аннулирует все льготы и пенсию), а также штрафу в размере 1 000 долларов в месяц, удерживаемому из денежного довольствия за 10 месяцев.
Президент Дональд Трамп раскритиковал этот приговор, написав в Твиттере: «Приговор сержанту Бергдалу это полный и тотальный позор для нашей страны и нашей армии». Ранее, во время своей избирательной кампании, Дональд Трамп неоднократно комментировал дело сержанта Бергдала, называя его «гнилым предателем»: «В былые времена его бы пристрелили за измену. Если я выиграю (выборы), я может быть отправлю его (на самолёте) прямо в центр этого места (Афганистана) и выброшу его (из самолёта). Пусть его новые друзья (талибы) с ним разбираются… Это дешевле, чем пуля».
В своем приговоре судья Нанс назвал заявления президента «незаконной попыткой использования служебного положения», объявив, что Бергдал уже отбыл «свой срок» тюремного заключения в плену у талибов.

## Освобождённые талибы
- Мухаммад Фазиль Ахванд (пушту محمد فاضل آخوند‎) — заместитель министра обороны в правительстве Эмирата (по другой версии — министр обороны);
- Мухаммад Наби Умари (пушту محمد نبي عمري‎) — глава службы безопасности талибов в городе Калат (по сведениям от Талибана — глава пограничной службы Эмирата);
- Абдуль-Хакк Васик (пушту عبدالحق وثيق‎) — заместитель министра разведки в правительстве талибов;
- Нуруллах Нури (пушту نورالله نوري‎) — губернатор провинции Балх, крупный командир на севере Афганистана, руководил борьбой с Северным Альянсом;
- Хайруллах Хайр-Хвах (пушту خيرالله خير خواه‎) — губернатор провинции Герат, министр внутренних дел Эмирата, глава служб безопасности на северо-западе Афганистана[49].